# Sebastião Lazaroni
Sebastião Lazaroni (25 de setembre de 1950) és un exfutbolista i entrenador brasiler.

## Selecció del Brasil
Va formar part de l'equip brasiler a la Copa del Món de 1990 com a entrenador.